# Шелани
Шелани́ (рос. Шеланы, башк. Шыланны) — присілок у складі Іглінського району Башкортостану, Росія. Входить до складу Івано-Казанської сільської ради.
Населення — 10 осіб (2010; 5 в 2002).
Національний склад:
- росіяни — 100 %